# Битка код Хотина (1621)
Битка код Хотина (негде Хоћина) одиграла се од 2. септембра до 9. октобра 1621. између војски Пољско-литванске уније и Османског царства. Заповедник пољско-литванске војске, велики хетман Литваније Јан Карол Ходкевич, је задржао војску султана Османа II све до првих јесењих снегова и на крају погинуо је у бици. Турци су због касног периода за ратовање и након великих жртава у неколико јуриша на утврђене пољско-литванске линије, 9. октобра окончали опсаду и битка се завршила неодлучено, што се види у мировном споразуму који у неким деловима фаворизује Османлије, док у другим фаворизује Пољско-литванску унију. У чувеном делу Тврђава коју је написао Меша Селимовић, догађаји у првој глави књиге односе се на ову битку.